# Rio Piranhas (vattendrag i Brasilien, Goiás)
Rio Piranhas är ett vattendrag i Brasilien.   Det ligger i delstaten Goiás, i den centrala delen av landet, 400 km väster om huvudstaden Brasília.
Omgivningen kring Rio Piranhas är huvudsakligen savann. Området är mycket glesbefolkat, med 3 invånare per kvadratkilometer.